# Космос-192
Космос-192 («Циклон») — первый советский навигационный спутник системы «Циклон». Был запущен 23 ноября 1967 года с космодрома «Плесецк», стартовый комплекс № 132, ракетой-носителем «Космос-3М 11К65М». Спутник предназначался для обеспечения навигационными данными и связью ВМФ СССР. Председателем государственной комиссии по запуску спутника был назначен контр-адмирал Ю. И. Максюта — начальник НИИ-9 ВМФ СССР.

## Первоначальные орбитальные данные спутника
- Перигей — 760 км
- Апогей — 760 км
- Период обращения вокруг Земли — 99,9 минуты
- Угол наклона плоскости орбиты к плоскости экватора Земли — 74°

## Аппаратура, установленная на спутнике
Циклон (навигационная система)